# ادونس (کارولینای شمالی)
ادونس (به انگلیسی: Advance) شهری در ایالت کارولینای شمالی کشور ایالات متحده آمریکا است که جمعیت آن در سرشماری سال ۲۰۱۰ میلادی، ۱٬۱۳۸ نفر بوده‌است.